# Otro (filosofía)
El otro constitutivo (también conocido como alteridad) constituye un concepto clave de la filosofía continental. Es una idea opuesta a la identidad y se refiere, o se intenta referir, a aquello que es «otro» frente a la idea de ser considerado algo. El otro, considerado siempre como algo diferente, alude a otro individuo más que a uno mismo.

## La idea del otro
La definición del otro es parte de lo que explica a uno mismo (véase sí mismo y autoconcepto), además de a otros fenómenos y unidades culturales. Las ciencias sociales han utilizado el concepto para comprender el proceso por el cual las sociedades y grupos excluyen a «otros» que no encajan en su sociedad u ocupan un lugar subordinado en ella. La noción de «otredad» forma también parte integral de la comprensión de una persona, ya que es el individuo mismo el que asume un rol en relación con “otros” como parte de un proceso de reacción que no tiene por qué estar relacionado con la estigmatización o la condena.
La noción de otredad está muy ligada a las identidades nacionales, porque las prácticas de admisión y segregación pueden formar o mantener las fronteras y el carácter nacional. La otredad ayuda a distinguir entre la familia y lo lejano, entre lo cierto y lo incierto. A menudo implica la demonización y deshumanización de un grupo, que intenta justificar la explotación de ese otro inferior alegando razones civilizatorias.

## Historia de la idea
El filósofo alemán Hegel fue de los primeros en introducir la idea del otro como parte del Autoconocimiento al referirse  al hombre que aún no es consciente; así, escribió: «Cada conciencia persigue la muerte del otro». Es decir, cuando se perciben diferencias entre tú y el otro, se crea un sentimiento de alienación, que se intenta resolver mediante la síntesis. La solución se encuentra reflejada en la famosa parábola de Hegel de la dialéctica del amo y el esclavo. Como antecedente directo tenemos a Fichte.
Husserl utilizó esta idea como base para su idea de la intersubjetividad. Sartre también recurre a esta dialéctica en El ser y la Nada cuando describe cómo el mundo se ve alterado por la aparición de otra persona y parece girar en torno a ella. No obstante, Sartre no buscaba una solución a este problema por considerar que se trataba de un sentimiento o fenómeno y no de una amenaza radical. Simone de Beauvoir utilizó al otro de manera similar a Sartre en El Segundo Sexo; de hecho, utiliza la dialéctica del amo y el esclavo de Hegel como analogía, en muchos aspectos, de la relación entre hombres y mujeres.
El psicoanalista francés Jacques Lacan y el filósofo franco-lituano Emmanuel Lévinas dieron al Otro un significado completamente diferente. Lacan vinculó al Otro con el orden simbólico y el lenguaje. Lévinas lo conectó con el Dios tradicional de las escrituras, al que denominó «Otro infinito».
Freud habla del otro en el sentido de todo aquellos que no es YO, así por ejemplo menciona el "afuera" que es todo aquello que no es la persona en sí misma, es decir lo otro, incluso da a la madre el papel del primer otro, pues es ésta quien da al niño las primeras nociones de que él existe pues funge como la primera fuente de placer, le da un nombre al cual responder y en general lo moldea. Es entonces la madre el primer otro. Véase "el malestar en la cultura".
Éticamente, para Lévinas, el otro es superior o anterior a uno mismo. La mera presencia del otro suscita preguntas tanto si se le ayuda como si se le ignora. Este concepto y el del encuentro cara a cara fueron reinterpretados más tarde, aludiendo a la idea de Derrida sobre la imposibilidad de una presencia pura del otro (el otro puede referirse a algo diferente que no sea un primer encuentro puro con la alteridad), lo que sí planteó problemas en relación con la lengua y su representación. Una reconceptualización mejorada, gracias al análisis de Lévinas sobre la diferencia entre «el dicho y lo dicho», dando siempre prioridad la ética y no solo a la metafísica.
Lévinas habla del otro en términos de insomnio y vigilia. Es un éxtasis o exteriorización del otro, lo que siempre lo mantiene más allá de cualquier intento de captura. Esta alteridad es interminable (o infinita); aunque se mate al otro, la alteridad permanece, pues no ha sido negada ni controlada. Esta «infinitud» del otro permitirá a Lévinas explorar otros aspectos de la filosofía y la ciencia que ocupan un lugar secundario en su ética. Lévinas escribe:

Los otros que me obsesionan en el otro no me afectan como ejemplos de la misma especie unidos entre sí por una semejanza o naturaleza común, individuos de la raza humana, o ramas de un mismo árbol... Los otros me incumben desde el primero hasta el último. Aquí, la fraternidad precede a la comunidad de una especie. Mi relación con el Otro como prójimo da sentido a mis relaciones con todos los otros.

El otro, como término genérico de Filosofía, se puede utilizar asimismo para hablar del inconsciente, el silencio, la locura, el otro del lenguaje(por ejemplo, lo que se implica y no se dice, lo implícito), etc.
También puede darse una tendencia al relativismo si es el Otro, como alteridad pura se convierte en un concepto que ignora que la verdad es parte del mundo. Asimismo, pueden surgir problemas con los usos no éticos del término (y relacionados) que refuerza estas divisiones.

## El otro en la Antropología
La antropología es la ciencia que se encarga del estudio del otro cultural. La forma de construir al otro desde la Antropología fue variando a lo largo del tiempo, sus dos principales momentos son el otro como distinto y el otro como diverso.

### El otro como distinto
Esta teoría es la primera que existe en la Antropología y tiene fuerza durante el siglo xix y el principio del siglo xx. El sustento de la teoría es evolucionista, y se basa en tres supuestos:
- La unidad biopsiquica que considera que todos los seres humanos son esencialmente iguales en los aspectos biológicos y psicológicos,
- la igualdad de condiciones, que considera que todas las culturas han tenido condiciones externas similares
- y el origen común, que considera que todas las sociedades provienen de una misma sociedad antigua.

Las personas iguales frente a iguales estímulos deberían reaccionar igual, por eso existe una única cultura que va progresando a través de distintos periodos. Las culturas distintas a la occidental se las considera supervivencias del pasado. Estas supervivencias presentan tres características, son anteriores en el tiempo, es decir que en la evolución cultural se encuentran en un momento más antiguo; tienen más ausencias, porque se considera que tienen menor cantidad de tecnología y por lo tanto de utensilios y herramientas, y son más confusas e indistintas debido a que tienen todas las instituciones de la sociedad occidental pero todavía no se llegan a diferenciar.

### El otro como diverso
Esta teoría surge en el siglo xx basándose en el relativismo por lo que sostiene que hay que mirar a las otras culturas desde las otras culturas y no desde la propia. El relativismo cultural considera a todas las culturas como contemporáneas( distinto al evolucionismo) y con presencia de todos los atributos culturales. A pesar de que no posean atributos culturales de occidente poseen otros atributos culturales de igual importancia. Para estudiar a las otras sociedades utilizan el mecanismo de la traducción, donde buscan los parecidos entre las instituciones occidentales con los de las otras culturas. Por esta razón algunos autores los consideran etnocentristas.

## La idea del otro en los estudios de género
Simone de Beauvoir alteró la noción hegeliana del otro para utilizarla en su propia descripción de la dominación masculina en la cultura. En su opinión, en las relaciones entre hombres y mujeres, estas últimas se sitúan en la posición del otro. Por lo tanto, el concepto del otro tiene gran importancia en los estudios sobre el sistema basado en las diferencias de género. Según Michael Warner:
El moderno sistema basado en el sexo y el género no podría funcionar si no tendiéramos a interpretar la diferencia entre géneros como una diferencia entre el yo y el otro... Convertir al sexo opuesto en un objeto sexual se considera algo normal y una de las formas paradigmáticas de interesarse por el otro o, de forma más general, por los otros
Por lo tanto, según Warner, el psicoanálisis freudiano y lacaniano parte de la idea heterosexista de que si uno se siente atraído por personas de su mismo sexo es incapaz de distinguir entre el Yo y el otro, entre la identificación y el deseo; tiene una función regresiva o inhibida. Considera asimismo que la heteronormatividad cubre sus propias necesidades narcisistas proyectando o desplazándolas hacia la homosexualidad.
De Beauvoir cree que el otro es una minoría,la menos favorecida y a menudo mujer, a la que se compara con un hombre «que representa tanto lo positivo como lo neutro, tal y como indica la utilización de la palabra hombre para designar al ser humano en general. La mujer, en cambio, sólo representa lo negativo definido con ayuda de criterios restrictivos y con una total ausencia de reciprocidad» (McCann, 33). Betty Friedan se hacía eco de esta idea cuando entrevistaba a mujeres y la gran mayoría de ellas se identificaban con su papel en la esfera privada, sin buscar logros personales. Automáticamente se identificaban con el otro sin saberlo. Si bien las construcciones sociales tienden a determinar lo que debe considerarse el otro, lo cierto es que esa misma sociedad puede modificar su creación (Haslanger). Cheshire Calhoun hizo un esfuerzo por acabar con esta noción del otro y propuso deconstruir el concepto de «mujer» vinculado a la subordinación y reconstruirlo probando que la dominación masculina no es en absoluto necesaria para cubrir cierta carencia de razón en las mujeres (McCann, 339). Creyó que este esfuerzo contribuiría a crear una nueva idea del otro minimizando las connotaciones jerárquicas de la palabra.
Edward Saíd aplicó la idea feminista del otro a los pueblos colonizados (sobre todo en sus obras sobre los habitantes de Oriente Medio, los árabes en general y los palestinos en concreto).
Sarojini Sahoo, una escritora feminista hindú, comparte la opinión de Beauvoir de que las mujeres sólo podrán liberarse «pensando, actuando, trabajando y creando exactamente igual que los hombres. En vez de menospreciarlos se considera su igual». Pero no está de acuerdo con la idea de que las mujeres, aun teniendo el mismo estatus que los hombres como seres humanos, sean diferentes y tengan su propia identidad. Su «Otredad» es real pero no casa con la noción hegeliana del otro; su situación no siempre se debe a las exigencias «activas» y «subjetivas» de los hombres. Son los «Otros» que aceptan, sin saberlo, la subyugación como parte de su subjetividad [2].

## Sartre
La opinión sartreana respecto al otro más conocida es aquella según la cual el otro (el "prójimo") es alienante en tanto que es un objeto que a su vez objeta y objetiviza al ego; esto se resume en la frase sartreana El infierno es la mirada del otro. Por el contrario para Merleau-Ponty el otro es el fundamento para la existencia del sujeto. Estas opiniones antagónicas dieron lugar a la célebre "polémica Sartre vs Merleau-Ponty".
Inicialmente para Sartre todo otro (todo prójimo) en tanto tiene la capacidad de observar ( y objetar) al ego, es una suerte de oponente, máxime en cuanto a que el ego a su vez percibe como objeto al otro (aquí Sartre parece preterir intencionalmente la subjetividad). Sin embargo esta postura sartreana es revisada por el mismo Sartre (por ejemplo en Crítica a la razón dialéctica). En la obra citada, Sartre observa una evolución desde una relación alienante primera entre los sujetos hasta -con el devenir- una relación positiva y proactiva entre los mismos, en tal caso ya el otro deja de ser un competidor o un objetador.

## Lacan
Lacan por su parte hace una consideración del otro influido en gran medida por Sartre y por Merleau-Ponty; en la polémica "Sartre versus Merleau-Ponty", Lacan ( debido a sus investigaciones y experimentaciones -como aquella del estadio del espejo-) se aproxima a la opinión de Merleau-Ponty. Sin embargo existiendo una muda y mutua rivalidad entre Lacan y Sartre ninguno de los dos reconoció los puntos en común que tenían en su conceptualización del otro.
En Lacan el otro es al mismo tiempo el prójimo (cada otro sujeto por separado) y todo el conjunto de sujetos que constituyen a la cultura y la sociedad desde el origen de la humanidad.
En esa segunda consideración es que Lacan usa la palabra siempre con mayúscula inicial, y en sus notaciones es representado mediante una A (inicial de la palabra francesa Autre=Otro)*.
El otro en cuanto conjunto de sujetos que constituyen a la cultura y a la sociedad es calificado por Lacan de Tesoro de los significantes, es decir, es de tal entidad que cada sujeto por separado recibe el lenguaje; por esto se entiende la frase lacaniana El sujeto es hablado por el otro y su variación el sujeto es pensado por el otro. Desde el otro es que el sujeto posee un lenguaje y es desde el otro que el sujeto piensa (en esto hace Lacan una modificación al cogito cartesiano, al cogito ergo sum -pienso ergo existo-: nadie piensa inicialmente desde su ello (pues aún no está formado) o desde su sí mismo, sino que lo hace a partir de lo que recibe por alienación, por la sanción que le hace el código de la lengua desde el otro, conformando en primera instancia el inconsciente y desde el que se anudarán los tres registros (Lo real, lo imaginario y lo simbólico).
Sin embargo -opina Lacan- el sujeto cae en una falacia si cree que por recibir los significantes desde el otro, el Otro le va a poder satisfacer en todo, le va a dar respuestas para todo, el otro da significantes -considera Lacan- pero da pocos significados (vulgarmente hablando: da pocas "explicaciones"), es por esto que a tal aspecto del otro, Lacan, lo representa con una A tachada (tachada con una \).
Por lo demás al constituirse el ello de cada sujeto a partir del Otro, también resulta ser el deseo instalado en cada sujeto un deseo proveniente del otro y dirigido hacia el otro, esto se resume en el apotegma: el deseo es el deseo del otro.
El primer sujeto vicario o representante del otro para todo sujeto es su madre (Lacan suele representarla con una "a" -de autre-), en las notaciones y matemas lacanianos debe evitarse confundir esta "a" que representa a la madre del sujeto con el llamado objeto a. De la madre en cuanto prójimo (próximo) primero de cualquier sujeto, se conforma la subjetividad desde su deseo y ley, hecho que se plasma durante el estadio del espejo, sin embargo la madre es un otro que -sin saberlo- sólo transmite parte de la información
del otro (es decir de todo el conjunto que es la sociedad y la cultura), más aún, la madre sólo será eficaz si media entre ella y el infante la función paterna, función simbólica en la que la relación diádica madre-hijo se abre a un tercero.
Lacan hace un juego de palabras con las palabras francesas parofónicas autre (otro) y être (ser).

## Citas
- El poeta Arthur Rimbaud fue el primero en expresar la idea: «Je est un autre (Yo es un otro)».
- Søren Kierkegaard afirmaba que los «otros», la multitud, no son «de verdad» y hacía hincapié sobre la importancia del individuo.
- En La gaya ciencia, Friedrich Nietzsche afirmaba: «Siempre eres una persona diferente».
- Ferdinand de Saussure hablaba del lenguaje, en palabras de Calvin Thomas, como de «un sistema diferencial carente de términos positivos».
- Según Jacques Lacan, la formación del ello se debe al error del conocimiento que se da en el estadio del espejo. Althuser aplicó sus ideas a la política. Como dije el segundo Lacan: «Siempre cabe encontrar al Yo en el campo del otro».
- Emmanuel Lévinas, por su parte, consideraba que el concepto del otro constituye la base de la ética y limita la ontología.
- En la obra Huis clos (A puerta cerrada), el personaje de Jean-Paul Sartre, Garcin, afirma que «L’enfer, c’est les Autres» («el infierno son los demás»).